# Robert Rollinger

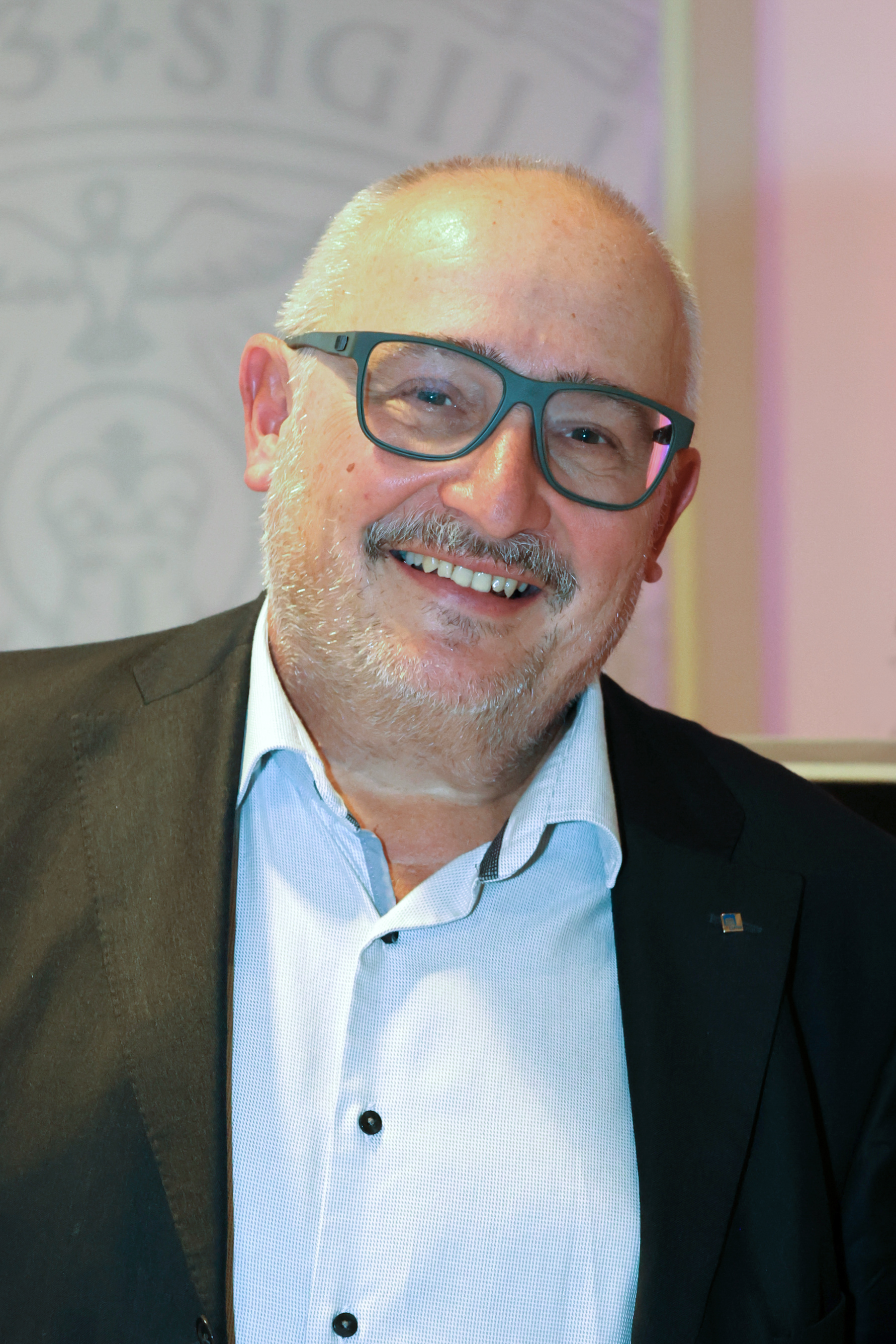
Robert Rollinger (2024)

Robert Rollinger (* 17. September 1964 in Bludenz) ist ein österreichischer Althistoriker und Altorientalist.

## Leben und Wirken
Robert Rollinger studierte von 1984 bis 1989 an der Universität Innsbruck die Fächer „Sprachen und Kulturen des Alten Orients“, Geschichte und Alte Geschichte. Ab 1990 bekleidete er die Position eines Lektors an den Instituten für Alte Geschichte und für Sprachen und Kulturen des Alten Orients. 1993 folgte in Innsbruck die Promotion mit der Arbeit „Frühformen historischen Denkens. Geschichtsdenken, Ideologie und Propaganda im alten Mesopotamien am Übergang von der Ur-III zur Isin-Larsa Zeit“. 1993–1994 war er Forschungsassistent an einem Projekt des Instituts für Alte Geschichte der Universität Innsbruck zur Erforschung der früharchaischen Geschichte Griechenlands, von 1994 bis 2000 Vertragsassistent an diesem Institut.
An der Geisteswissenschaftlichen Fakultät der Universität Innsbruck habilitierte er sich 1999 mit der Arbeit „Antikes Griechenland und Alter Orient. Historisch-kritische Untersuchungen zur Interaktion der beiden Kulturräume mit besonderer Berücksichtigung der Zeit vom 8. bis zum 5. Jahrhundert v. Chr.“ und erwarb die Venia docendi für Alte Geschichte. Im Jahr 2000 wurde er zum außerordentlichen Universitätsprofessor ernannt. 2003 und 2004 war er Gastprofessor an der Universität Graz. 2005 wurde Rollinger schließlich zum ordentlichen Professor für „Kulturbeziehungen und Kulturkontakte zwischen den Kulturen des Alten Orients und des mediterranen Raumes“ an der Universität Innsbruck ernannt. 2006 und 2007 war er Gastprofessor am Institute for the Study of Muslim Civilisations an der Agha Khan University in London und 2007 Gastprofessor an der Universität Hildesheim. Im Oktober 2008 wurde Rollinger als erster österreichischer Althistoriker Mitglied des European Network for the History of Ancient Greece gewählt, das sich Veränderungen innerhalb der althistorischen Forschung widmet. Es war von 2015 bis 2021 Leiter des Instituts für Alte Geschichte und Altorientalistik der Universität Innsbruck. 2018/19 arbeitete Rollinger als Forschungsstipendiat an der Getty Villa in Kalifornien. 2023 verlieh ihm die Universität Kassel eine Ehrendoktorwürde; 2024 wurde ihm aus Anlass seines 60. Geburtstags in einem Festakt eine dreibändige Festschrift überreicht.
Rollinger hat eine große Zahl an Aufsätzen vorgelegt und fungierte als Mitherausgeber zahlreicher Sammelbände. Seine Forschungsschwerpunkte sind die Kontakte zwischen dem archaischen und klassischen Griechenland und dem Alten Orient, die altorientalische Geschichte im 1. Jahrtausend v. Chr. (insbesondere das Achämenidenreich), die Forschungs- und Rezeptionsgeschichte, die antike Historiographie mit den Schwerpunkten Herodot und Ktesias von Knidos sowie die spätantike Provinzialgeschichte Raetiens.

## Auszeichnungen
- 1995: Dr. Seibert-Preis zur Förderung wissenschaftlicher Publikationen an der Leopold-Franzens-Universität Innsbruck
- 1998: Preis des Fürstentums Liechtenstein für die wissenschaftliche Forschung an der Leopold-Franzens-Universität Innsbruck.
- 1999: Wissenschaftspreis des Österreichischen Olympischen Comités und der Österreichischen Olympischen Akademie
- 2010: Vorarlberger Wissenschaftspreis
- 2022: Wissenschaftspreis für außergewöhnliche Forschungsleistung der Stiftung Südtiroler Sparkasse[3]
- 2023: Ausonius-Preis

## Mitgliedschaften
- Steering Committee des Internationalen Projekts „Melammu. The intellectual Heritage of Assyria and Babylonia on East and West“. (Seit 2001 „International Association for Intercultural Studies of the Melammu Project“)
- Sociologia Iranologica Europea
- International Association for Assyriology
- Korrespondierendes Mitglied des Deutschen Archäologischen Instituts seit 2007
- Ordentliches Mitglied der Academia Europaea seit 2011
- Mitglied des Vorstandes in der Österreichischen Orient-Gesellschaft Hammer-Purgstall[4]
- Mitglied der Österreichischen Akademie der Wissenschaften seit 2018[5]
- Korrespondierendes Mitglied des Archaeological Institute of America seit 2025[6]

## Veröffentlichungen (Auswahl)

### Monographien
- Herodots babylonischer Logos – Eine kritische Untersuchung der Glaubwürdigkeitsdiskussion an Hand ausgewählter Beispiele – Historische Parallelüberlieferung – Argumentation – Archäologischer Befund – Konsequenzen für eine Geschichte Babylons in persischer Zeit (= Innsbrucker Beiträge zur Kulturwissenschaft. Band 84). Universität Innsbruck, Innsbruck 1993, ISBN 3-85124-165-7.
- mit Reinhold Bichler: Herodot. Olms, Hildesheim 2001, ISBN 3-487-10931-X.
- Alexander und die großen Ströme. Die Flussüberquerungen im Lichte altorientalischer Pioniertechniken (= Classica et Orientalia. Band 7). Harrassowitz, Wiesbaden 2013, ISBN 978-3-447-06927-4.

### Herausgegebene Bände
- (Hrsg.) Commerce and monetary systems in the ancient world – Means of transmission and cultural interaction – Proceedings of the Fifth Annual Symposium of the Assyrian and Babylonian Intellectual Heritage Project, Innsbruck, Austria, October 3rd – 8th 2002, Mellamu Symposia V. Steiner, Stuttgart 2004, ISBN 3-515-08379-0.
- (Hrsg.) Griechische Archaik – Interne Entwicklungen – Externe Impulse. Akademie, Berlin 2004, ISBN 3-05-003681-8.
- (Hrsg.) Von Sumer bis Homer – Festschrift für Manfred Schretter zum 60. Geburtstag am 25. Februar 2004. Ugarit, Münster 2005, ISBN 3-934628-66-4.
- mit Beate Burtscher-Bechter, Peter W. Haider, Birgit Mertz-Baumgartner (Hrsg.): Grenzen und Entgrenzungen – Historische und kulturwissenschaftliche Überlegungen am Beispiel des Mittelmeerraums. Königshausen & Neumann, Würzburg 2006, ISBN 3-8260-3449-X.
- mit Christoph Ulf (Hrsg.) Frauen und Geschlechter – Bilder, Rollen, Realitäten. Böhlau, Wien 2006, ISBN 3-205-77507-4.
- mit Brigitte Truschneg (Hrsg.) Altertum und Mittelmeerraum – Die antike Welt diesseits und jenseits der Levante – Festschrift für Peter W. Haider zum 60. Geburtstag. Steiner, Stuttgart 2006, ISBN 3-515-08738-9.
- (Hrsg.) Historiographie, Ethnographie, Utopie – Gesammelte Schriften. Band 1: Studien zu Herodots Kunst der Historie. Harrassowitz, Wiesbaden 2007, ISBN 978-3-447-05616-8.
- mit Heinz Barta (Hrsg.): Rechtsgeschichte und Interkulturalität – Zum Verhältnis des östlichen Mittelmeerraums und „Europas“ im Altertum. Harrassowitz, Wiesbaden 2007, ISBN 978-3-447-05630-4.
- mit Josef Wiesehöfer und Andreas Luther (Hrsg.) Getrennte Wege? – Kommunikation, Raum und Wahrnehmungen in der Alten Welt. Antike, Frankfurt a. M. 2007, ISBN 978-3-938032-14-5.
- mit Markus Egg und Alessandro Naso (Hrsg.): Waffen für die Götter (= RGZM-Tagungen. Band 28), Verlag des RGZM, Mainz 2016, ISBN 978-3-88467-263-1.
- mit Bruno Jacobs (Hrsg.): A Companion to the Achaemenid Persian Empire. 2 Bände, Wiley-Blackwell, Malden 2021, ISBN 978-1-119-17428-8.
- mit Michael Gehler und Philipp Strobl (Hrsg.): The End of Empires. Springer, Wiesbaden 2022, ISBN 978-3-658-36875-3.

### Herausgebertätigkeit von Zeitschriften und Buchreihen
- Zeitschrift Nikephoros (Mitherausgeber seit Juli 2002)
- Zeitschrift Ancient History Bulletin (Editorial Correspondent seit Oktober 2002)
- Zeitschrift Archäologische Mitteilungen aus Iran und Turan (Mitglied des Wissenschaftlichen Beirats seit Oktober 2005)
- Reihe Oriens et Occidens (Franz Steiner Verlag) (Mitherausgeber seit Frühjahr 2004).
- Reihe Oikumene. Studien zur antiken Weltgeschichte (Verlag Antike) (Mitherausgeber seit Frühjahr 2004)
- Reihe Philippika. Marburger altertumskundliche Abhandlungen (Mitherausgeber seit Juni 2007)
- Zeitschrift Ancient West & East (Mitglied des Advisory Board seit Dezember 2007)